# Quincy / Kono yo no shirushi
Quincy / Kono Yo no Shirushi – czternasty singel koreańskiej piosenkarki BoA. Singel został wydany 1 września 2004 roku.
Singel znajduje się na albumie Best of Soul.

## Lista utworów
- CD singel, CD maxi-singel (1 września 2004)[1]

1. „Quincy” – 3:49
2. „Kono Yo no Shirushi” – 3:47[a]
3. „Quincy” (Instrumental) – 3:49
4. „Kono Yo no Shirushi” (Instrumental) – 3:46[b]

## Notowania na Listach przebojów
| Kraj    | Lista (2004) | Najwyższa pozycja |
| ------- | ------------ | ----------------- |
| Japonia | Top 20       | 5                 |